# Rachicerus spissus
Rachicerus spissus är en tvåvingeart som beskrevs av Akira Nagatomi 1970. Rachicerus spissus ingår i släktet Rachicerus och familjen vedflugor.
Artens utbredningsområde är Sri Lanka. Inga underarter finns listade i Catalogue of Life.